# Île de Failaka
L'île de Failaka (en arabe جزيرة فيلكا jazīrat Faylakah / Fēlaka) est une île du Koweït, située à l'entrée de la baie de Koweït, à 20 kilomètres au large de la ville de Koweït City, non loin du débouché de l'estuaire commun du Tigre et de l'Euphrate dans le golfe Persique. Elle a une surface de 43 km2, mesurant approximativement 14 kilomètres sur 5.

## Histoire antique

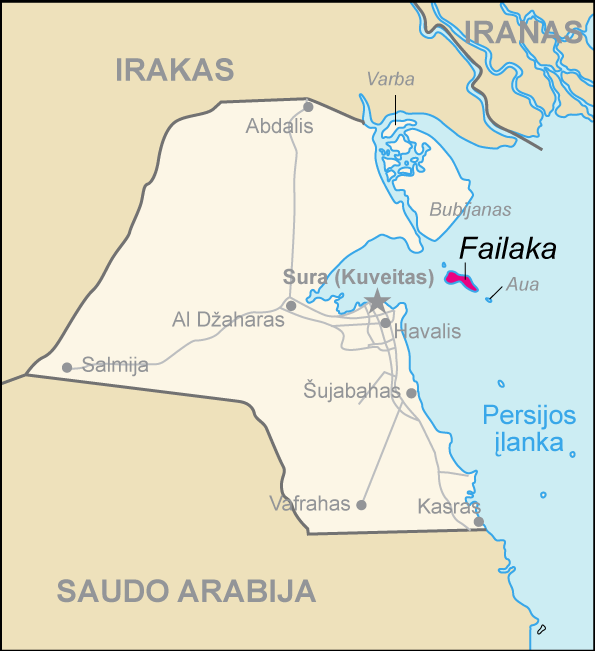
Île de Failaka.

Plusieurs campagnes de fouilles archéologiques ont mis au jour des traces d'occupations antiques sur l'île de Failaka. Elles ont été dirigées par des équipes danoise, américaine, française, slovaque, en rapport avec des archéologues koweïtiens. Les plus anciennes connues remontent à environ 2000 av. J.-C. (Âge du Bronze moyen). Il s'agit d'un groupe de résidences situé au sud-ouest de l'île, dominées par un sanctuaire sur terrasse et un autre qui a la forme d'une tour, voisinant une grande résidence bâtie un peu plus au nord ainsi que des installations artisanales pourvues de fours où étaient travaillés le cuivre, la céramique et la pierre. Des inscriptions indiquent que le temple est dédié à la divinité Inzak, connue comme étant le dieu principal du pays de Dilmun, une région bordière du golfe Persique qui servait de port de transit dans le commerce maritime à cette période. L'île de Bahreïn est généralement identifiée comme étant Dilmun, mais il est possible que les Mésopotamiens aient également désignés sous ce terme d'autres îles du Golfe, dont Failaka (mais aussi Tarut). De fait, la culture matérielle de cette période, notamment les sceaux-cachets, sont caractéristiques des cultures du Golfe, tout en présentant des contacts avec la Mésopotamie, l'Iran, Oman, la Vallée de l'Indus, l'Égypte, voire l'Anatolie, révélant ainsi l'importance des réseaux commerciaux dans lesquels l'île de Failaka était prise à cette période.
Le commerce du golfe Persique connaît un déclin à partir du XVIIIe siècle av. J.-C., entraînant la chute de la culture de Dilmun. Au XIVe siècle av. J.-C., Failaka et Bahreïn sont incorporés temporairement dans le royaume de Babylone, alors dirigé par la dynastie kassite. Dans les niveaux de la première moitié du Ier millénaire av. J.-C. de Failaka, on a retrouvé une stèle écrite par Nabuchodonosor II, et un bol voué par ce même roi au temple local, prouvant que la mainmise babylonienne sur ce lieu avait repris à cette époque. Une indication d'occupation à la période suivante, celle de la domination des Perses achéménides (539-331 av. J.-C.) a été trouvée au centre de l'île au Tell Khazneh, abritant les ruines d'un temple.
L'île a été visitée par des Grecs au IIIe siècle av. J.-C., lors du passage de Néarque (qui ne s'est pas arrêté à Bahreïn) à la tête de la flotte d'Alexandre le Grand. Elle a été appelée à cette époque Ikaros, d'après l'île grecque à laquelle elle ressemble, alors que Dilmun portait à la même époque le nom grec de Tylos. Durant la période hellénistique (IIIe et IIe siècles av. J.-C.), Failaka est occupée par une garnison au service des Séleucides qui disposent d'une forteresse située à l'est de l'île à Tell Said. Par la suite, elle devient une colonie en 203/202 av. J.-C. à la suite d'une décision d'Antiochos III. La forteresse s'agrandit et l'espace résidentiel s'étend, alors qu'on érige un temple dédié à la déesse Artémis. La chute du pouvoir séleucide en Mésopotamie après 114 av. J.-C. précipite l'abandon de cette garnison.
Contrairement aux époques précédentes, la fin de la période antique et l'époque médiévale sont mal documentées sur l'île de Failaka. Les sources historiques et archéologiques sont, pour l'instant, relativement ténues. L'attrait de l'île de Failaka semble avoir cédé la place, au moins momentanément, à celui de l’ile d'Akkaz (en), plus proche de la côte.
Toutefois, les équipes françaises ont repéré un établissement sur le site appelé al-Qusur (« les châteaux ») qui est un monastère chrétien d'époque sassanide voire du début de l'époque islamique, à savoir une église de 31 × 19 mètres en briques crues. Des croix en stuc caractéristiques des communautés chrétiennes de l'Empire sassanide ont été mises au jour sur le site. Ce site est abandonné au VIIIe siècle ou au IXe siècle.
Les fouilles de Tell Said et d'al-Qusur ont repris en 2011 sous la direction de la Mission archéologique franco-koweïtienne de Faïlaka (MAFKF).

## Pendant la guerre du Golfe

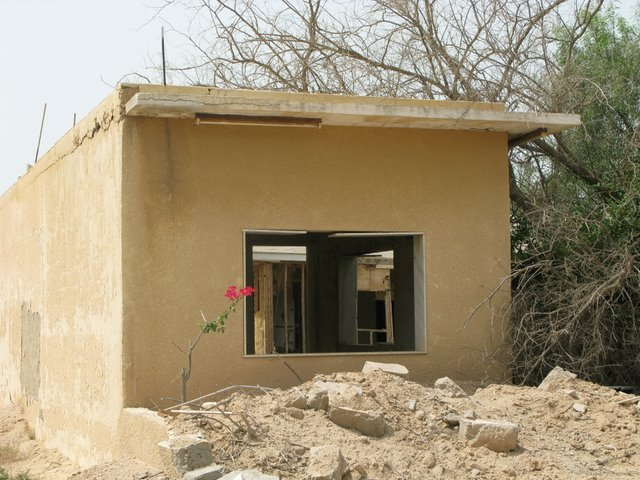
Maison détruite de l'île de Failaka.

Même si on ne sait pas quand la population s'y est installée à l'époque moderne, à l'issue de l'invasion du Koweït par l'Irak, les forces armées irakiennes minèrent les plages de Failaka, expulsèrent les habitants de l'île, et y installèrent un dispositif militaire important destiné à empêcher les forces de la coalition de débarquer au nord de Koweït City. Ce dispositif fut anéanti pendant les premiers jours de la guerre au moyen de bombes aériennes spéciales de très forte puissance, probablement de type Fuel-air explosives. Après la guerre, Failaka a été déminée ; cependant, elle est demeurée jusqu'à récemment sous contrôle militaire puis sous contrôle du gouvernement, nécessitant une autorisation spéciale.

## De nos jours

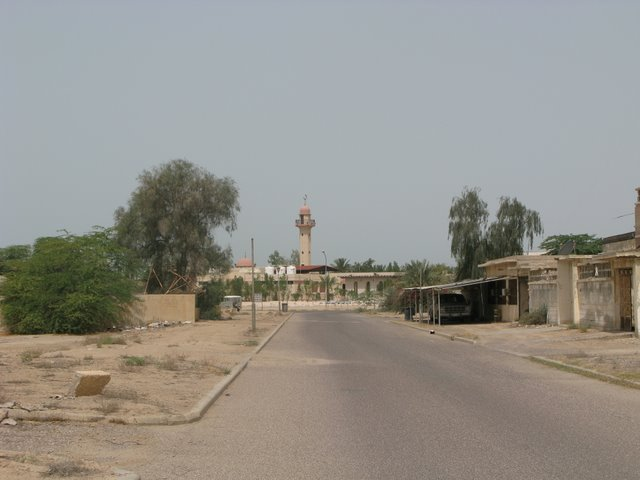
Village de l'île de Failaka.

Désormais rouverte au public depuis 2013 ou 2014, quelques pêcheurs ont réinvesti certaines maisons en ruines, et un nouveau complexe hôtelier tente d'attirer les familles koweïtiennes pour le week-end. Les Koweïtiens n'ayant pas encore pris l'habitude de venir sur l'île, le ferry n'est rempli que de travailleurs pour reconstruire .
Enfin, la visite du « musée » ou temple n'est possible que sur autorisation écrite du ministère, à demander en passant par les ambassades.
Depuis 2016, le port est ensablé et les autorités cherchent à mettre en valeur les sites archéologiques, la France apporte son soutien dans les fouilles entreprises.

### Ouvrages
- G. Galliano, L’Île de Failaka : archéologie du Koweit, Somogy Ed. d’art ; Musée des Beaux-Arts, 2005, 111 p. (ISBN 978-2-85056-913-5)

- J.-F. Salles, Failaka : fouilles françaises 1983, Gis Maison de l’Orient méditerranéen, coll. « Travaux de la Maison de l’Orient », 1984 (ISBN 978-2-903264-38-3, lire en ligne)

- Y. Calvet et J. Gachet-Bizollon, Failaka : fouilles françaises, 1986-1988, Maison de l’Orient, coll. « Travaux de la Maison de l’Orient », 1990, 337 p. (ISBN 978-2-903264-47-5, lire en ligne)

- Y. Calvet et J.-F. Salles, Failaka : fouilles françaises 1984-1985, GIS-Maison de l’Orient méditerranéen, coll. « Travaux de la Maison de l’Orient », 1986 (ISBN 978-2-903264-41-3, lire en ligne)

- M. Pic et Y. Calvet, Failaka : fouilles françaises 1984-1988 : Matériel céramique du temple-tour et épigraphie, Lyon/Paris, Maison de l’Orient et de la Méditerranée-Jean Pouilloux, coll. « Travaux de la Maison de l’Orient et de la Méditerranée », 2008, 205 p. (ISBN 978-2-903264-98-7, lire en ligne)

### Articles
- (en) T. Howard-Carter, « Failaka », dans Eric M. Meyers (dir.), Oxford Encyclopaedia of Archaeology in the Ancient Near East, vol. 2, Oxford et New York, Oxford University Press, 1997, p. 297-299

- V. Bernard et J.-F. Salles, « Discovery of a Christian Church at Al-Qusur, Failaka (kuwait) », Proceedings of the Seminar for Arabian Studies, vol. 21,‎ 1991, p. 7–21 (ISSN 0308-8421, lire en ligne)

- Julie Bonnéric, R. Crassard et S. Al-Duwaish, « Archaeological Failaka, recent and ongoing investigations », John Wiley & Sons, Ltd, vol. 32, no 1,‎ 2021, p. 151 p. (ISSN 0905-7196, lire en ligne , consulté le 4 mai 2023)

- Julie Bonnéric, « Les établissements chrétiens du golfe Arabo-Persique au tournant de l’Islam à la lumière du site archéologique d’al-Quṣūr (île de Faïlaka, Koweït) », Parole d'Orient,‎ 2016, p. 103-123 (lire en ligne)

- O. Callot, J. Gachet et J.-F. Salles, « Some Notes About Hellenistic Failaka », Archaeopress, vol. 17,‎ 1987, p. 37–51 (ISSN 0308-8421, lire en ligne, consulté le 5 mai 2023)

- Y. Calvet, « Failaka and the Northern Part of Dilmun », Archaeopress, vol. 19,‎ 1989, p. 5–11 (ISSN 0308-8421, lire en ligne, consulté le 5 mai 2023)

- Y. Calvet, A. Caubet et J.-F. Salles, « French Excavations at Failaka, 1983 », Proceedings of the Seminar for Arabian Studies, vol. 14,‎ 1984, p. 9–20 (lire en ligne)

- Y. Calvet, A. Caubet et J.-F. Salles, « French Excavations at Failaka, 1984 », Proceedings of the Seminar for Arabian Studies, vol. 15,‎ 1985, p. 11–26 (lire en ligne)

- J.-F. Salles, « Failaka, une île des dieux au large de Koweit », Persée - Portail des revues scientifiques en SHS, vol. 129, no 4,‎ 1985, p. 572–593 (DOI 10.3406/crai.1985.14305, lire en ligne, consulté le 25 mai 2023)